# Bonnie Tyler
Bonnie Tyler (født som Gaynor Hopkins 8. juni 1951 i Skewen, Neath) er en walisisk sanger, som er kendt for sange for sin hæse stemme. Hun fik sit gennembrud i 1977 med albummet The World Starts Tonight med singlehits som "Lost in France" og "More Than a Lover". Hendes single fra 1978, "It's a Heartache", nåede en fjerdeplads på den engelske hitliste og en tredjeplads i USA.
I 1980'erne begyndte Tyler at arbejde sammen med sangskriveren og produceren Jim Steinman. Han skrev hendes største hit, "Total Eclipse of the Heart", det første singleudspil fra succesalbummet Faster Than the Speed of Night fra 1983 samt hendes andet store 1980'er-hit "Holding Out to a Hero". I 1990'erne havde Bonnie Tyler især succes på det europæiske fastland i et samarbejde med Dieter Bohlen, der skrev og producerede hendes hit "Bitterblue". I 2003 genindspillede Tyler "Total Eclipse of the Heart" sammen med sangeren Kareen Antonn, hvilket gav en topplacering på hitlisten i Frankrig.
Albummet Rocks and Honey fra 2013 indeholdt sangen "Believe in Me", der var det britiske bidrag til Eurovision Song Contest 2013 i Malmø. Såvel "Total Eclipse of the Heart" og "It's a Heartache" er blandt de bedst sælgende singler gennem tiden med mere end seks millioner kopier af hver.